# Apamea renardii
Apamea renardii là một loài bướm đêm trong họ Noctuidae.